# Buck Burns
Buck Burns ist ein US-amerikanischer Schauspieler.

## Leben
Burns verlebte einige Jahre in Kearny, Arizona und ist seit 2001 Geschäftsinhaber eines Möbelhandels. Er ist außerdem seit vielen Jahren als Emergency medical technician (EMT) tätig. Im Sommer 2017 fand er mit zwei Freunden in einem alten, von ihnen erworbenen Haus das im Jahr 1985 gestohlene Gemälde Woman-Ochre des niederländischen Künstlers Willem de Kooning. Der Fund löste ein größeres Medieninteresse aus, das mehrere Jahre anhielt.
Ab Mitte der 2010er Jahre folgten für Burns erste Besetzungen in Filmproduktionen. So war er unter anderen 2017 in den Kurzfilmen The Backroom in der Rolle des Tony, der am 23. März 2017 auf dem Fargo Film Festival gezeigt wurde, und in der Hauptrolle des Nick in Not Tonight, Dear!, der am 22. Juni 2017 auf dem Indie Q: Free NM Indie Film Screenings gezeigt wurde, zu sehen. Außerdem hatte er Nebenrollen in River und Being Rose inne. 2018 übernahm er im Film A Boy Called Sailboat – Jedes Wunder hat seine Melodie gleich mehrere Rollen und spielte den Mark in The X Species. 2020 spielte er im Actionfilm Top Gunner – Die Wächter des Himmels die Rolle des Soldaten Oliver, im Folgejahr hatte er eine Besetzung als Militärpolizist McDaniels im Monsterfilm Ape vs. Monster inne, beides vom Filmstudio The Asylum. 2022 folgten Rollen im Spielfilm Reconquest und im Fernsehfilm Die Pretty.

## Filmografie (Auswahl)
- 2017: The Backroom (Kurzfilm)
- 2017: Not Tonight, Dear! (Kurzfilm)
- 2017: Being Rose (Rose)
- 2017: River
- 2018: A Boy Called Sailboat – Jedes Wunder hat seine Melodie (A Boy Called Sailboat)
- 2018: The X Species
- 2020: Top Gunner – Die Wächter des Himmels (Top Gunner)
- 2020: Isolation (Kurzfilm)
- 2021: Ape vs. Monster
- 2022: Reconquest
- 2022: Die Pretty (Fernsehfilm)